# Crise de l'été 1962
La crise de l’été 1962, appelée parfois « l'été de la discorde » ou crise des wilayas, est une période de troubles qui a succédé à la fin de la guerre d'Algérie, marquée par des luttes des clans au sein du Front de libération nationale (FLN), au lendemain de l'indépendance de l'Algérie, le 5 juillet 1962.
Deux factions revendiquent le pouvoir : d’un côté le pouvoir civil et l’organe qui l’incarne, le GPRA (Gouvernement provisoire de la République algérienne) appuyé par les wilayas III et IV et à tendance berbère, de l’autre côté le pouvoir militaire à travers le « clan d'Oujda » et son « armée des frontières », dirigée par le colonel Boumédiène, à tendance arabiste.
Cette période reste encore méconnue du grand public algérien. Pour les historiens, la « crise de l’été 1962 » est le début de « l'indépendance confisquée » par le « clan d'Oujda », qui a définitivement scellé le destin politique et économique de l'Algérie où l'armée occupe toujours une place centrale.

## Contexte
Après une terrible guerre qui a duré près de huit années et qui a fait plus de 200 000 morts, 25 600 soldats français, et une estimation d'environ 150 000 algériens, un cessez-le-feu est signé le 19 mars 1962 entre le gouvernement français et la délégation du Gouvernement provisoire de la République algérienne (GPRA) présidée par Krim Belkacem dans le cadre des accords d'Évian, qui conduiront, le 1er juillet 1962, à un référendum populaire se prononçant massivement pour l'indépendance de l'Algérie.
Le transfert des responsabilités de l'État français à l'exécutif provisoire s'opère après le 19 mars dans une situation chaotique, marquée par la tentative de sabotage des accords par l'OAS, et l'interprétation que le FLN en avait, se préparant à prendre le pouvoir dans une désunion croissante, les rivalités de tendances, de clans, de personne se renforçant du fait de la libération des cinq ministres du GPRA emprisonnés en France, GPRA contre « clan d'Oujda ».

## Les protagonistes
D'un côté, on trouve le pouvoir civil ou le GPRA, qui souffre de handicaps liés aux conditions conflictuelles dans lesquelles il est né et qui a rallié autour de lui la Fédération de France du FLN et la résistance intérieure du pays — c'est-à-dire les chefs des wilayas II, III, IV, fortes autrefois de 30 000 combattants mais réduites à 9 000 hommes, très éprouvés par le choc frontal avec l'armée française durant les grandes opérations du plan Challe.
De l'autre, est le pouvoir militaire ou le « clan d'Oujda », avec son « armée des frontières » presque intacte. Forte de 35 000 hommes, bien équipée, disciplinée, disposant de matériel mécanisé et de blindés, elle est plus importante que l'ALN des wilayas de l’intérieur. Cette armée stationnée pendant la guerre à l'extérieur des frontières de l'Algérie à l'abri du conflit (une partie aux environs de Oujda au Maroc et une autre partie en Tunisie), a à sa tête le colonel Boumédiène, chef d'État-major général de l'« armée des frontières », appuyé par les services du MALG et les « DAF » qui ont déserté l'armée française.
Entre les deux, à partir de 1957, les Français avaient érigé deux lignes de défense infranchissables, barbelées et électrifiées, la « ligne Challe » et la « ligne Morice » à la frontière tunisienne. Ce qui explique le ressentiment de la résistance intérieure, qui a manqué de renforts et d'armes, et qui accuse l'État-major général de son isolement. Par le biais d'une lettre, le commandant Si Salah, chef de la wilaya IV, adresse un message au colonel Boumédiène chef d'État-major général en ces termes : 

« Il semble définitivement établi que nous n'entretiendrons entre nous qu'un langage de sourds. Vous avez interrompu radicalement tout acheminement de compagnies et de matériel de guerre depuis 1958. Vous êtes enlisés dans la bureaucratie. Nous ne pouvons plus en aucune manière assister les bras croisés à l'anéantissement progressif de notre chère ALN. »

Mais le nœud du problème est la décision, lors des négociations à Évian en mars 1962 entre le GPRA et la France, de fonder, pendant la période transitoire en Algérie après le départ des Français, la force locale, une armée de 40 000 hommes. Le colonel Boumédiène craint alors d’être mis à l'écart. Dans cette logique de crise, d'autres différends politiques vont se greffer. Mais l’essentiel du conflit est bien là.
Ahmed Ben Bella, soutenu par le colonel Boumédiène et son « armée des frontières » va l'emporter avec un bilan de plus d'un millier de morts. Il entre dans Alger le 9 septembre 1962 avec l'aide des forces de l' « armée des frontières ».

## Historique de la crise

### Début 1962 - 26 mai 1962: Jeu des alliances et les batailles pour le pouvoir à la veille de l'indépendance

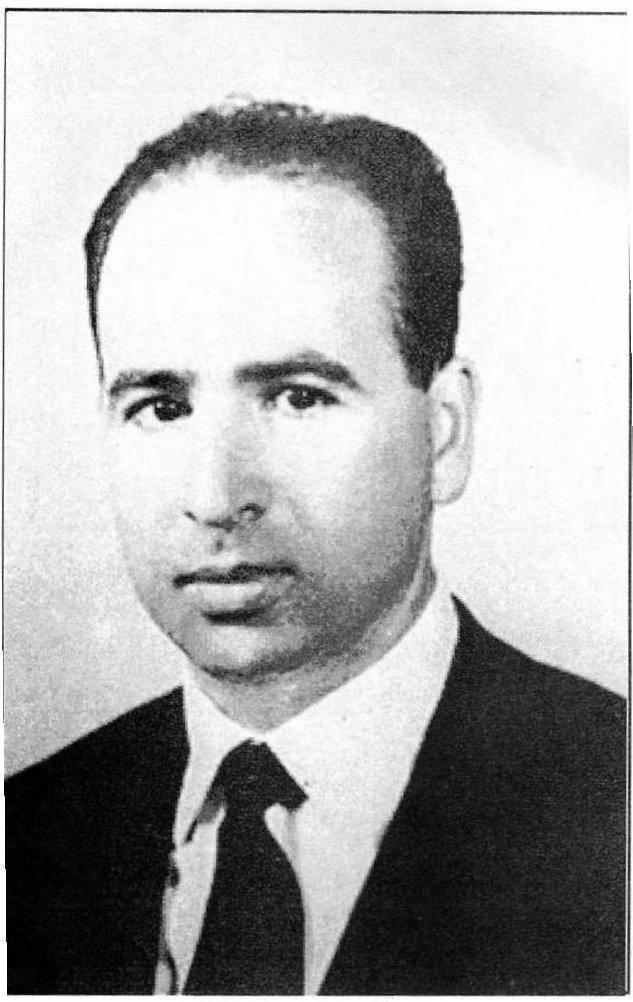
Krim Belkacem chef de la délégation du GPRA et signataire des accords d'Évian.

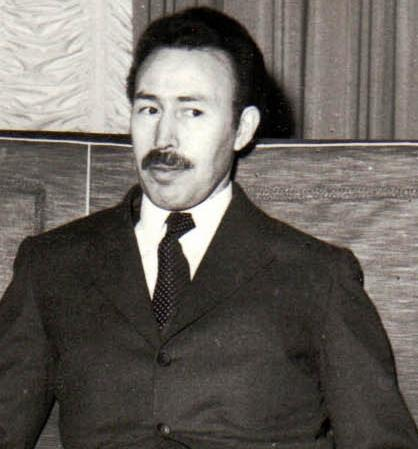
Le colonel Boumédiène chef de l'état-major général.

Début 1962, en pleine Guerre d'Algérie, les combats continuent entre l'armée française et le FLN, mais également entre ces derniers et l'OAS. L'idée d'une autodétermination de l'Algérie avait été acceptée par Charles de Gaulle, mais était rejetée par beaucoup d'européens d'Algérie qui pour certains fondent l'organisation terroriste OAS avec l'aide d'officiers de l'armée. Le FLN est en position de force pour entrer dans des pourparlers de paix et concrétiser l'indépendance du pays.
Le FLN est organisé en plusieurs structures, dont le GPRA présidé par Benyoucef Benkhedda, et l'ALN, bras armé du FLN. Cette dernière est composée des six wilayas historiques plus ou moins autonome les unes des autres, et d'une importante armée aux frontières marocaine et tunisienne gérée par Houari Boumédiène. De son côté Krim Belkacem, seul chef historique du FLN encore libre à ce moment-là occupe une place de choix en étant à la fois vice-président du GPRA et chef militaire de l'ALN (premier chef de la wilaya III). Six membres importants du FLN, dont cinq chefs historiques connus sur le plan international, Ministres d'État au sein du GPRA, sont détenus au Château d'Aunoy : Mohamed Boudiaf, Hocine Aït Ahmed, Mohamed Khider, Ahmed Ben Bella et Rabah Bitat. Enfin, le FLN dispose d'un organisme suprême, le Conseil national de la Révolution algérienne qui rassemble toutes les structures civiles et militaires.
Le 7 mars, s'ouvrent à Évian dans le plus grand secret des pourparlers de paix entre le GPRA (au nom du FLN) et le gouvernement français. Le GPRA est représenté notamment par Krim Belkacem, Saad Dahlab, Redha Malek et Mohamed Seddik Benyahia.
Le colonel Boumédiène qui dispose de l'« armée des frontières » refuse de reconnaître toute légitimité au GPRA et les accords d'Évian, mais n'est pas suffisamment connu dans la société algérienne, et il recherche des appuis politiques auprès des chefs historiques de l'insurrection algérienne toujours emprisonnés en France. Avant la signature du cessez-le-feu, il avait chargé Abdelaziz Bouteflika, l'un de ses hommes de confiance, de se rendre clandestinement en France pour y rencontrer Mohamed Boudiaf détenu en résidence surveillée dans le Château d'Aunoy avec ses collègues Hocine Aït Ahmed, Mohamed Khider, Mostefa Lacheraf, Ahmed Ben Bella et Rabah Bitat. L’émissaire lui propose un soutien militaire en échange d'un appui politique pour le colonel Boumédiène, mais Boudiaf refuse rudement la proposition. Idem pour Aït Ahmed. L'émissaire Bouteflika s'est retourné vers Ben Bella, qui, depuis longtemps, nourrit le rêve d’être un jour à la tête du futur État indépendant, et il accepte l'offre sans hésitation. Le colonel Boumédiène a désormais récupéré un des « historiques du FLN » qui va se servir de son leadership pour la conquête du pouvoir au moment opportun.
Ben Bella est fortement séduit par l’offre de l’émissaire de Boumédiène et conclut un pacte avec le chef du « clan d'Oujda». « Boumediène avait besoin d’un politique et Ben Bella d’un fusil », « N’ayant aucune féodalité militaire sur laquelle s’appuyer comme le triumvirat des ‘3B’ (Lakhdar Bentobal, Abdelhafid Boussouf et Belkacem Krim), il s’est rapidement rendu compte de l’importance du poids du clan d’Oujda pour la prise du pouvoir en Algérie ».
Le 18 mars, les accords d'Évian sont signés par Krim Belkacem et Louis Joxe. L'annonce est faite par les radios françaises déclarant que « la paix est revenue ». Libérés le jour même de la signature des accords d’Évian après cinq ans et demi d’emprisonnement, Hocine Aït Ahmed, Ahmed Ben Bella, Rabah Bitat, Mohammed Boudiaf et Mohammed Khider embarquent à Orly dans la soirée du dimanche 18 mars à destination de Genève-Cointrin où ils atterrissent peu avant minuit. Accompagnés de Mr Laghzaoui, représentant du roi Hassan II, les ex-détenus d’Aulnoy devaient dans un premier temps se rendre directement à Rabat. Mais au dernier moment, ils choisissent de rencontrer en priorité les négociateurs d’Évian à Signal de Bougy. Les retrouvailles à l’hôtel des Horizons bleus ne sont guère chaleureuses. « Les premiers échanges sont significatifs. « La voilà, la sale bande », dit Khider. « Le pouvoir est à vous. Prenez-le » réplique Bentobal. » . Le linge sale commence à être lavé en famille. À l’aube, chacun regagne sa chambre pour un peu de repos.
Le 19 mars, le GPRA proclame le cessez-le-feu. Les combattants des wilayas, qui n'étaient pas au courant des négociations, observent le cessez-le-feu en vertu de la déclaration du GPRA. Les frontières sont rouvertes, et des centaines de milliers de déplacés les franchiront pour rejoindre leurs maisons. Parmi eux se glissent certains éléments infiltrés de l'armée des frontières qui rentreront en civil. Sur la forme, c'est une violation des accords d'Évian, mais l'armée française ferme les yeux. Elle ne protège pas les habitants de toutes confessions qui restent encore fidèles à la France.
L'OAS accélère ses opérations en Algérie en opposition aux accords d'Évian, commet plusieurs crimes contre les militants FLN, organise des attentats dans des lieux publics et applique la politique de la terre brûlée. Les combattants des wilayas se mobilisent contre l'OAS. Toutefois, la lutte est inégale entre les wilayas car l'OAS n'est pas présente sur tout le territoire algérien. Le sentiment de haine monte entre Algériens et Pieds-Noirs. Cela va accélérer le départ des populations européennes et juives , et de l'armée française. Les fermes, entreprises, offices publics, institutions sont désertés par les cadres européens, et des places sont à prendre.
Le 22 mars, le GPRA décide de ne convoquer le CNRA qu'après le référendum d'autodétermination.
Le 25 mars, les chefs historiques du FLN libérés visitent les camps d'Oujda.
Après sa libération, Ben Bella se démarque aussitôt de ses codétenus d'hier. Il n'occupera jamais ses fonctions de Vice-président du GPRA qu'il traite d'« d'océan de saletés. » et il s'en prend directement à Krim Belkacem le signataire des accords d'Évian, qu'il accuse d'avoir bradé l'Algérie et de l'avoir « livrée au néocolonialisme ». Fort de son pacte secret avec le « clan de Oujda », avec à sa tête le colonel Boumédiène, chef État-major général de l'« armée des frontières », il entraîne Mohamed Khider dans sa démarche. Il continuera ses invectives contre le GPRA depuis l'étranger, lors d'une visite au Caire et à Bagdad entre le 31 mars et le 14 avril. Au Caire, Hocine Aït Ahmed demande l'arbitrage de Gamal Abdel Nasser qu'il sait proche de Ben Bella pour calmer les esprits.
Le 14 avril, les chefs historiques du FLN libérés de prison continuent leur périple international et se dirigent vers Tunis puis à Ghardimaou, où ils sont accueillis par Boumédiène et, en tant qu'officier ALN, Chadli Bendjedid. Boudiaf ne fait pas partie de la délégation, ce qui fut le signe de différends entre les cinq hommes. Ben Bella scandera à la tribune présidentielle « Nous sommes arabes, nous sommes arabes, nous sommes arabes » ce qui agacera Habib Bourguiba qui l'interprète comme une alliance avec Gamal Abdel Nasser.
Krim Belkacem, Abdelhafid Boussouf et Lakhdar Bentobal, les fameux « trois B », tiennent les rênes du GPRA fort de l'appui des wilayas, à l'exception de la VI du colonel Chaabani qui refuse, voulant affirmer son autorité. Le GPRA avait pour ligne politique le respect des accords d'Évian et Ben Bella ne peut espérer d’allégeance de leur part. Toutefois l'alliance entre les 3B vole vite en éclats, Boussouf ayant secrètement rejoint le nouveau duo Ben Bella-Boumédiène. Krim qui aurait pu avoir un destin présidentiel est lâché par ses frères d'armes, qui auraient juré qu'il ne serait jamais président. 
Ben Bella, très influencé par Gamal Abdel Nasser et le nassérisme, se faisait champion de l'islam et du panarabisme, appuyé par Mohamed Khider et Rabah Bitat et ensuite par Ferhat Abbas et Yacef Saadi, chef de la Zone autonome d'Alger. Il réclame la réunion du Conseil national de la Révolution algérienne (CNRA) à Tripoli. Aït Ahmed et certaines wilayas y sont opposés car ils estiment que la lutte contre l'OAS est prioritaire.

### 27 mai - 30 juin 1962: Congrès de Tripoli et discordes entre les chefs de la Révolution
Ben Bella obtient enfin la convocation du CNRA à Tripoli du 27 mai au 7 juin 1962. Ce congrès extraordinaire du FLN doit définir les grandes lignes de l'après-indépendance, à commencer par les trois points du congrès : ratification des accords d'Évian, discussion et vote d'un programme et désignation d'une direction. Le congrès est organisé par Abdelhafid Boussouf et ses hommes de la Base Didouche établie en Libye. Les éléments du MALG, en plus d'assurer la sécurité des participants, espionnent et mettent sur écoute l'ensemble de ces derniers.
Avant l'ouverture de la session, il était clair que la coalition Boumédiène et Ben Bella était déterminée à liquider le GPRA et à le remplacer par un « Bureau politique », en dénonçant les accords d'Évian avant même leur ratification par le peuple algérien comme « une plate-forme néo-colonialiste » et un obstacle à la révolution algérienne.
Le 27 mai, c’est dans ce climat de malaise latent et d’arrière-pensées politiques que s’ouvre à Tripoli la session extraordinaire du Conseil national de la Révolution algérienne, dont le bureau est composé de Mohamed Seddik Benyahia, Omar Boudaoud et Ali Kafi. La ratification des accords d'Évian, proposée au suffrage, ne connaîtra que trois votes contre, dont celui de Boumédiène. L’ordre du jour de cette assemblée, considérée comme le parlement du mouvement révolutionnaire, prévoit l’examen du Projet de programme du FLN, nommé aussi « Projet de programme de Hammamet ».
Selon le programme de Tripoli, la « révolution démocratique populaire » devait être menée « par la paysannerie, les travailleurs et les intellectuels révolutionnaires » aux dépens de la « féodalité et de la bourgeoisie algériennes dont l'idéologie ferait le lit du néocolonialisme ». Avec ce programme d'inspiration marxiste, l'Algérie devait devenir une démocratie fondée sur la socialisation des moyens de production. La dimension religieuse de la personnalité musulmane du pays est soulignée : « l'islam, débarrassé de toutes les excroissances et superstitions qui l'ont étouffé ou altéré, doit se traduire, en plus de la religion en tant que telle, dans ces deux facteurs essentiels : la culture et la personnalité. » Les rédacteurs du programme espèrent toutefois qu'une partie des Français pourront trouver leur place dans l'Algérie indépendante : « la sécurité de ces Français et leurs biens doivent être respectés ; leur participation à la vie politique de la nation assurée à tous les niveaux,, ». Discuté et enrichi lors des séances plénières, le Projet de programme ne suscite que peu d’intérêt. Il est même adopté à l’unanimité et passe à la postérité sous le nom de « Charte de Tripoli ».
Le 3 juin, les débats se corsent au moment de désigner les membres de la nouvelle direction appelée à préparer la proclamation de l’indépendance et à gérer le pays jusqu’au prochain congrès qui devrait avoir lieu deux mois plus tard. Selon les statuts du FLN, notamment dans son article 10, une commission doit élaborer une liste susceptible de recueillir les deux tiers de voix lors du vote en plénière. Pour éviter un affrontement violent, une commission présidée par Mohamed Seddik Benyahia est constituée. Son rôle consistait à mener un travail de consultation auprès des participants afin de proposer une liste de personnalités suffisamment consensuelles pour constituer la nouvelle instance. Après avoir sondé les uns et les autres pendant deux jours, ladite commission rend son tablier et confesse son échec. Le CNRA se trouve dans l’impasse.
Le 5 juin, après des tentatives infructueuses, la commission présidée par Benyahia avoue son incapacité à dégager une liste pouvant faire consensus.  Benyahia déclare : « Nous avons le triste devoir de vous informer que nous avons échoué dans notre mission. En conséquence, nous vous proposons, sans aucune ouverture de débats, de désigner une autre commission. »
C’est un incident, celui d’un vote par procuration, qui va être à l’origine de la rupture définitive entre le GPRA et l’L'État-major général (EMG). Alors que la wilaya I (Aurès) bénéficiait légitimement de trois voix, Benkhedda refuse catégoriquement de les prendre en compte sous prétexte que son chef, Tahar Zbiri, ne dispose pas de procurations écrites. Benkhedda déclare : « Quand la réunion a commencé, le gouvernement était en possession des noms des membres du Conseil de la wilaya I. Et le gouvernement considérait que Zbiri n’avait qu’une voix. » En effet, Benkhedda s’appuie sur l’article 32 des statuts du FLN. Tout compte fait, en sachant que la liste qu’il présente ne peut pas réunir les deux tiers des voix, Ben Bella ne peut pas laisser perdre les trois voix provenant des adjoints de Zbiri. Prenant fait et cause pour ce dernier, Ben Bella qui roulait déjà pour l’armée des frontières apostrophe vulgairement le chef de l’exécutif : « Le plus grand manœuvrier, c’est toi, et si personne, à ce jour, ne t’a déshabillé, je vais le faire, moi ! ». « Tu n’as pas à t’adresser de la sorte au Président. Et, s’il faut te dénuder, nous le ferons » déclare Salah Boubnider, de l’autre côté de la salle à l’adresse de Ben Bella. « Ben Bella, depuis des mois que tu vis avec nous, tes manigances ont déjà semé la discorde », intervient Ben Tobbal qui bondit de sa place. Après cet échange machiste et inélégant, Omar Boudaoud suspend la séance dans l'espoir de calmer les esprits.
Le 6 juin, le chef du GPRA et la plupart de ses ministres quittent Tripoli pour Tunis. Ce départ précipité favorise le jeu de Ben Bella et de ses amis. Ils profitent de cette nouvelle donne pour dresser un constat de carence qui déclare : « Les signataires considérèrent que les travaux du CNRA auraient pu se poursuivre n’était-ce la situation provoquée par le départ de certains ministres du GPRA ». Leur liste ne contient que 37 voix, alors qu'il faut au moins 46 voix pour l'emporter selon les statuts du FLN.
Le congrès de Tripoli adopte donc le programme, mais ne votera jamais la composition du bureau politique après que la séance a été suspendue. À leur retour en Algérie, certains des signataires pro-Ben Bella, dont Chadli Bendjedid, sont emprisonnés par les militants de la Wilaya II. Le mouvement national est définitivement divisé. Le peuple, peu informé, reste spectateur de cette guerre des chefs.
Le 17 juin, un accord entre l'Exécutif provisoire et l'OAS met fin aux combats et à la politique de la terre brûlée de ces derniers. Signé au nom du FLN, cet accord est tour à tour renié par Ben Bella, puis par le GPRA par la voix de Hocine Aït Ahmed. Du Caire où il se trouve, M. Aït Ahmed, ministre d'État sans portefeuille, rompt avec la discrétion qu’il a observée jusque-là et désavoue l’initiative en déclarant : « L’accord conclu dimanche à Alger l’a été entre l’Exécutif provisoire en Algérie et l’OAS. Il ne touche ni de près ni de loin les accords d’Évian qui ont été signés par le gouvernement français et le GPRA. ». Le même Aït Ahmed précise : « Il n’y a pas eu dernièrement de négociations comme on l’a prétendu entre le FLN et l’OAS… C’est pour cela que je dois affirmer que le GPRA, et sous une forme plus étendue le FLN, n’a aucune relation de près ou de loin avec cet accord dont il n’accepte aucune des conditions, quoiqu’en aient dit les nouvelles tendancieuses répandues à ce sujet. » C’est l’une des rares fois où Hocine Aït Ahmed rompra son silence. L'accord, dont la portée politique était moindre, avait tout de même mis hors jeu l'Exécutif provisoire, et son chef Abderrahmane Farès qui devait recevoir le mandat légal  de la part de Charles de Gaulle après le référendum, et le rendre au GPRA après l'indépendance.
Le 24 et 25 juin, les représentants des wilayas, réunis à Zemmora, tentent de s'organiser. Mais là aussi des clivages se dessinent entre les wilayas pro-Ben Bella et les autres, loyales au GPRA ou jouant leur propre partition.
L'influence de Krim Belkacem était encore grande sur les combattants des wilayas qui ne contesteraient pas sa signature pour les accords ; à leurs yeux, sa présence dans la conduite des affaires du futur État indépendant était une garantie pour l'avenir. Une nouvelle fois, Krim, part à l'attaque. Il développe devant le GPRA les plaintes adressées contre l'État-major général qui veut le traduire devant un tribunal et propose que le colonel Boumédiène et ses compagnons soient relevés de leurs fonctions et affectés à quelques postes subalternes.
Le 30 juin, après avoir longtemps tergiversé, Benyoucef Benkhedda décide de dégrader et de révoquer le colonel Boumediène et ses deux adjoints, les commandants Ahmed Kaïd et Ali Mendjeli. Cette décision est contestée non seulement par les intéressés mais surtout par Mohamed Khider et Ahmed Ben Bella. Ces deux derniers expriment leur désaccord en démissionnant du GPRA et en exigeant l’annulation de cet ordre. Dès lors, l’unité de façade affichée jusque-là n’a plus lieu d’être. Boumédiène peut se satisfaire de la tournure des événements. Outre l'accord déjà passé avec Ben Bella, il reçoit également le soutien d’un des dirigeants les plus en vue, Mohammed Khider. La coalition de Tlemcen prend forme. Le colonel Boumédiène, craignant d’être arrêté, s'enfuit de son deuxième PC de Ghardimaou en Tunisie, attendant de traverser la frontière (profitant du retrait de l'armée française en vertu des accords d'Évian) pour rejoindre une partie de ses troupes stationnées de l'autre côté de la frontière algérienne.  Pour éviter la crise, Aït Ahmed, propose un remaniement possible du GPRA pour mettre à sa tête Ben Bella, mais en vain.

### 1erjuillet - 22 juillet 1962: Les premiers jours d'indépendance et constitution du «Bureau politique»
Le 1er juillet, le référendum pour l'indépendance consacre le choix du peuple algérien à l'autodétermination.
Le 3 juillet, les résultats du référendum sont validés, et l’indépendance de l'Algérie est proclamée. Le même jour, Benyoucef Benkhedda accompagné de plusieurs ministres dont Hocine Aït Ahmed arrivent sur le tarmac de l'aéroport d'Alger. Trois jours de fêtes non-stop consacreront l'indépendance. Le GPRA défile devant la population aux côtés des éléments de la Wilaya IV commandé par Youcef Khatib. L'ensemble des wilayas sont invitées à venir assister aux défilés militaires de la capitale, mais seules les wilayas II, III et V sont présentes. C'est le début de la fracture avec la wilaya I de Tahar Zbiri et la wilaya VI de Mohamed Chabani.  Boumédiène et l'armée des frontières entrent en Algérie à la faveur des accords d'Évian. Simultanément, les troupes stationnées aux frontières est et ouest de l’Algérie font mouvement sur ordre de l’état-major en direction de Constantine pour les unes et de Tlemcen pour les autres.
Le 5 juillet, à Oran, la population défile aux côtés des européens mais des hommes en uniforme ALN tirent sur ces derniers, avec un bilan de 700 morts. ç Les responsables de la Wilaya V et ceux de l'EMG nient toute responsabilité dans le massacre d'Oran.
Le 6 juillet, dans un journal égyptien, Ben Bella invective le GPRA qu'il traite de « contre-révolutionnaire » ; il demande une nouvelle réunion du CNRA.
Le 8 juillet, le GPRA demande à la population de reprendre le travail, ce qui s'exécute immédiatement. Si le GPRA semble gérer la situation, elle n'a toujours pas reçu le mandat officiel de la part de l'exécutif provisoire géré par Abderahmane Fares, qui a lui-même reçu mandat de la part du général De Gaulle après les accords d'Évian. Benyoucef Benkhedda, président du GPRA, considérait que le mandat revenait au Bureau politique qui aurait dû être nommé au congrès de Tripoli, et donc qu'il était nécessaire de terminer la réunion du CNRA qu'il avait lui-même suspendue à Tripoli. Ce mandat, il ne le recevra finalement jamais.
Le 9 juillet, le GPRA organise un grand meeting au stade municipal d’Alger. Benkhedda déclare : « Le gouvernement, qui est reconnu aujourd’hui par trente-trois États, est la seule autorité en Algérie. Tous les Algériens doivent le reconnaître et cela dans l’intérêt suprême de la nation ».
Le 11 juillet, Ben Bella de retour en Algérie regroupe ses forces à Tlemcen, en passe de devenir la « capitale-bis ». Afin de contrer le GPRA, Ben Bella, dans le plus grand secret, réunit à Tlemcen ses alliés issus du congrès de Tripoli. Ferhat Abbas, évincé du GPRA en 1961, le rejoint.
Le 14 juillet, Ben Bella et Boumédiène font une entrée triomphante à Oran. Benkhedda et Krim font une entrée triomphante à Tizi-Ouzou accueillis par les éléments de la Wilaya III.
Le 16 juillet, Ben Bella réunit à Chlef l'ensemble des chefs de wilayas pour un Conseil des Wilayas, où il propose un règlement de la crise avec le GPRA et son remplacement par un Bureau politique. Aucune décision n'est prise car les délégations des wilayas III et IV demandent à consulter leurs militants.
Le 17 juillet, Ben Bella depuis Tlemcen déclare à la télévision attendre la réponse des Wilayas III et IV, ainsi que du GPRA, au sujet des décisions prises la veille. Il déclare également qu'il « prendrait ses responsabilités » si ces derniers ne se soumettaient pas. Enfin, il proclame qu'il viendra bientôt prendre poste à Alger.
Le 19 juillet, un gang est arrêté à Oran par les militaires de la Wilaya V et l'EMG pour avoir commis la tuerie du 5 juillet contre les européens ; il sera jugé immédiatement par un tribunal militaire et ses membres fusillés sur le champ.
Le 20 juillet, le bureau du CNRA convoque une nouvelle assemblée pour le 2 août.
Le 22 juillet, Ben Bella proclame la création d'un « Bureau politique » et nomme tous ses membres. Il préside sa première réunion. Boudiaf, Ait Ahmed, Krim n'y sont pas représentés. Ce « Bureau politique » se déclare « habilité à assurer la direction du pays » ; c'est un coup de force institutionnel contre le GPRA. Chacun travaille pour soi et choisit son camp.

### 23 juillet - 3 août: Affrontements et éclatement du GPRA
Le 23 juillet, les hommes de la Zone autonome d'Alger de Yacef Saadi, fidèle à Boumédiène, tirent sur des militants fidèles au GPRA, provoquant une réaction des militaires de la Wilaya IV faisant plusieurs morts dont 7 européens.
Le 25 juillet, Constantine, capitale de la wilaya II, est occupée. Les affrontements, entre d'un côté les troupes de la Wilaya I (commandée par Tahar Zbiri) et de « l'armée des frontières » et de l'autre les combattants de la Wilaya II fidèles au GPRA, font 25 morts et 30 blessés. D'autres affrontements ont lieu à Skikda et Annaba. Au total, on relève 50 morts. Le chef de la wilaya II, Salah Boubnider, et Lakhdar Bentobal, ministre de l'Intérieur du GPRA, sont arrêtés.
Le « clan d'Oujda », dont les leaders sont Ben Bella, Boumediene et Khider, dessine de plus en plus clairement le vrai visage du futur pouvoir de l'Algérie indépendante. Il s'affirme avant tout comme le parti de la force militaire, physique : il aligne 35 000 hommes bien armés et prêts à en découdre. Ils contrôlent désormais les villes d'Oran, Tlemcen, Annaba, Skikda, Constantine, Batna, Souk Ahras. Toutefois, Ben Bella surprend tout le monde en parlant à la télévision pour la première fois, au nom du bureau politique, et ce contre la violence à Constantine. Il déclare que le bureau politique prendra bientôt son poste à Alger et assumera l'ensemble de ses responsabilités, dont la prise en main et remise en ordre des affaires ainsi que l'installation de l'appareil politico-militaire qui se chargera de mettre en œuvre le programme établi à Tripoli : conversion de l'ALN en armée nationale, création de l'État, création du parti (FLN), qui à ses yeux sera le meilleur garant du programme de Tripoli. Ben Bella se proclame donc publiquement dirigeant de la révolution, sans vote du CNRA. Il instaure également l'idée du parti unique, ce qui déplaît fortement à Boudiaf, Aït Ahmed, Krim et d'autres militants. L'idée de la construction d'un pays démocratique disparaît.
Le 27 juillet, Hocine Aït Ahmed, foncièrement démocrate, annonce depuis Paris sa démission de tous les organismes directeurs de la révolution, soit le GPRA et le CNRA, refusant tout totalitarisme quel qu'il soit. « Je profite d’une escale à Paris pour rendre publique ma démission de tous les organismes dirigeants de la révolution. Cette décision est irrévocable… Ma décision n’est pas un abandon de combat. C’est un acte politique, une option de confiance dans ces couches effervescentes qui ont conduit à la victoire », déclare-t-il . Condamnant le CNRA, il estime que ce dernier « n’est pas un organisme responsable, et ses membres n’ont pas la formation voulue pour aborder les problèmes de reconversion ». Depuis ce jour, et jusqu'à son décès en 2015, Ait Ahmed sera opposé à tous les régimes qui gouverneront l'Algérie, et sera surnommé « le Père de l'opposition algérienne ». Benyoucef Benkhedda l'imite, dans l'espoir d'éviter un affrontement sanglant. Le GPRA commence à s'effriter.
Le 28 juillet, Krim Belkacem, nouveau leader d'un GPRA affaibli, proteste lors d'une conférence de presse a l'hôtel Aletti, déclarant au nom du GPRA : « La décision (de Ben Bella) est illégale. Je considère la création du bureau politique de Tlemcen comme un coup de force contre le pays, car seul le CNRA est souverain pour nommer un bureau politique. Je fais appel à toutes les énergies révolutionnaires afin qu'elle s'opposent a ces tentatives qui ne visent qu'à compromettre l'unité du pays. »
Devant l'affrontement militaire qui s'amorce, Boudiaf et Krim gagnent la Kabylie afin d'organiser, déclarent-ils, la résistance « à ce coup de force armé et à toute tentative de dictature ». Tous dans le camp gouvernemental n'ont pas cette résolution. Krim Belkacem et Mohamed Boudiaf forment le « groupe de Tizi Ouzou » pour faire pièce au coup de force de Ben Bella à Tlemcen et s'opposer à l'occupation de Constantine. Dans la crise engagée, ils lancent un « appel à toutes les forces révolutionnaires de l'Algérie pour s'opposer à ce coup de force armé ». Les deux hommes annoncent la création d'un Comité de liaison et de défense de la Révolution (CLDR). Boudiaf fait un appel « à tous les militants de la cause nationale et au peuple algérien tout entier… pour faire barrage au coup d’État qui déjà a fait couler le sang des militants algériens ». Krim à son tour appelle « toutes les forces révolutionnaires à s’opposer à ce coup de force armé et à toute tentative de dictature. Tous les démocrates algériens doivent s’y opposer ». Le CLDR s'allie à la wilaya IV.
Alger, Tlemcen, Tizi Ouzou, trois villes, trois pouvoirs : l'Algérie se fracture. Ainsi, note l'historien Mohamed Harbi, la révolution a changé d'orientation. « A la direction, écrit-il, il n y a plus de tendances politiques, mais des clans. Les liens d'intérêts personnels prennent la place des affinités politiques. Personne n'a de stratégie cohérente pour le présent et pour l'avenir. Le problème est de durer. Chacun se méfie de chacun et se préoccupe surtout de réagir à toute initiative pour pouvoir éventuellement la neutraliser. »
Le 30 juillet, Boudiaf est arrêté par le colonel Tahar Zbiri à M'Sila, frontière entre les Wilaya I et III.
Le 1er août, Boudiaf est relâché par Boumédiène après que la Wilaya III, dirigée par Mohand Oulhadj, ai menacé d'aller libérer Boudiaf les armes à la main. Des contacts permettent toutefois de reprendre les discussions.
Le 2 août, un accord est passé entre Mohamed Khider et Rabah Bitat au nom du bureau politique, et le trio Belkacem-Boudiaf-Oulhadj qui reconnaît finalement le « Bureau Politique » de façon provisoire pour une durée d'un mois, le temps d'organiser une nouvelle réunion du CNRA pour procéder à l'élection d'un bureau politique, procédure en suspens depuis Tripoli. Ils conviennent tous ensemble d'organiser les élections à l'Assemblée nationale constituante le 27 août, et la réunion du CNRA une semaine après. Ce compromis se fera avec la motivation de sauver l'unité du pays et d'éviter les affrontements, mais conduira à l’éclatement du GPRA. Une place est réservée à Boudiaf dans le « Bureau Politique » mais non à Krim Belkacem.  La Kabylie historique est définitivement écartée. Par cet accord, Ben Bella et son « Bureau Politique » sont plus ou moins intronisés, mais leur autorité reste à concrétiser.
Le 3 août, lors d'une conférence de presse commune avec Mohamed Khider où est annoncé l'accord de la veille, Mohamed Boudiaf déclare que « ses positions restent les mêmes » et que sachant que la réunion du CNRA « était un acquis », il acceptait « de faire partie du dît bureau politique pour répondre à l'attente générale » et pour mener au mieux l'organisation de l'assemblée nationale constituante, dans l'espoir de « sauver le l'unité du pays » et de « lutter contre la dictature, quelle qu'elle soit ». Ahmed Ben Bella entre enfin à Alger accueilli par une foule acquise à sa cause.

### 4 août - 8 septembre: Escalade militaire, le peuple manifeste pour la paix
Le GPRA hors de course, l'accord du 2 août était politique mais n'avait pas réussi à calmer les militaires. À Alger, Yacef Saadi, le chef de la Zone autonome d'Alger (ZAA), forme des groupes armés et s'oppose à la wilaya IV fidèle aux hommes du GPRA. Il investit la capitale, s'empare de la radio, du port et de toutes les administrations qui s’obstinent à récuser Ben Bella. Des combats très violents dans la Casbah entre les unités de la ZAA et ceux de la wilaya IV font des morts et des blessés, dont de nombreux civils.
Au Bureau politique, on débat des modalités du déroulement des élections. La proposition de présenter une liste unique fait débat, Boudiaf réclamant une élection pluraliste et démocratique. La résistance continue cependant dans les wilayas III et IV, surtout à Alger, dont les responsables exigent de participer à la désignation des futurs candidats à l'Assemblée nationale. L'État-major général de l'« armée des frontières » se déclare prêt à intervenir.
Le 6 août, la Fédération de France du FLN, qui jusque-là soutenait le GPRA, fait allégeance au « Bureau politique » tout en s'assurant une place dans la prochaine assemblée nationale.
Le 15 et 16 août, de nouveaux affrontements éclatent à Constantine entre l'armée des frontières et les anciens de la Wilaya II, provoquant 100 morts.
Le 19 août, les militaires de la Wilaya IV, se préparant à riposter à une probable invasion de l'armée des frontières et à une arrivée de Ben Bella, quadrillent Alger. Le Bureau politique appelle à une manifestation populaire sur le thème « Les militaires dans les casernes » et appelle la population à créer des comités de vigilance.
- « Sebaa Snine Barakat ! » « Sept ans, ça suffit! »

Le 23 août, la population d'Alger sort dans la rue pour réclamer « le pouvoir aux civils » et réclame la fin des combats en scandant « Sebaa Snine Barakat ! » (« Sept ans (de guerre), ça suffit ! »). Des affrontements naissent avec les militaires de la Wilaya IV, mais le calme revient après l'intervention publique de Mohamed Khider (porte-parole du Bureau politique) qui dénonce l'« empiétement des militaires ». Le peuple, las des dissensions politiques, réclame l'union de ses chefs et le retour de la paix civile. Ben Bella a réussi sa manœuvre et s'apprête à investir Alger avec une légitimité de civil. L’épreuve de force pour conquérir Alger est définitivement engagée. Le départ des Européens s'accélère ; beaucoup d'entre eux ont pourtant souhaité rester en Algérie.
Le 24 août, le Bureau politique publie une liste unique de 196 noms pour les élections législatives. Y figurent 71 militaires fidèles à Boumédiène, mais également Hocine Aït Ahmed, Mohamed Boudiaf, et quelques européens.
Le 25 août, Mohamed Boudiaf démissionne du « Bureau politique » après la publication de cette liste unique, et déclare n'avoir été consulté « ni de près ni de loin sur cette décision ». Il refuse le système de « liste unique ». Il est remplacé par Mohamed Khider au sein de la liste.
Le 27 août, les élections législatives sont reportées à la suite de l'annonce de Krim Belkacem (GPRA) depuis le palais du gouvernement. L'accord du 2 août n'a donc pas été respecté sur la forme.
Le 28 août est signé le Protocole judiciaire franco-algérien qui tente de clarifier les relations judiciaires entre les deux pays (cet accord international est encore en vigueur à l'heure actuelle).
Le 29 août, de nouveaux affrontements opposent à Alger les hommes de Yacef Saadi, le chef de la Zone autonome d'Alger (ZAA), aux groupes armés de la wilaya IV. Ces derniers perquisitionnent la Casbah en réponse, et appellent à une réunion du CNRA tout en accusant le Bureau politique d'avoir « tourné le dos aux principes de la Révolution du 1er novembre 1954 ». La wilaya III est solidaire mais n'intervient pas. Cela accélère l'intervention de l'armée des frontières de Boumédiène.
Le 30 août, le colonel Boumédiène, avec l'accord de Ben Bella et du « Bureau politique », ordonne à ses troupes de l' « armée des frontières » et de forces des wilayas I, II et la VI de marcher sur Alger. Les feïleks de l'« armée des frontières », avec leurs groupes motorisés, constituent l'avant-garde des colonnes qui convergent vers la capitale, commandés par Boumédiène, Ali Mendjeli, Tahar Zbiri et Khaled Nezzar du côté de Bousaada. Alors que la guerre civile se déchaîne, le peuple scande sur la route de l'armée des frontières « Sebaa Snine Barakat ! » « Sept ans, ça suffit! ». L'armée des frontières occupe également Jijel avec un bataillon sous le commandement de Chadli Bendjedid. Ferhat Abbas écrira : « Semant des cadavres sur sa route, Boumédiène faisait la conquête de l'Algérie. » Et il ajouta « C'était la seule guerre qu'il fit. »,
Le 5 septembre, l'armée des frontières conquiert Chlef (à l'époque El Esnam, ex Orléansville) après de rudes combats contre la wilaya IV qui entend couvrir Alger menacée ; on compte plus d'un millier de morts à proximité de Chlef et de Ksar el Boukhari.
Il n'y a plus d'autorité centrale en Algérie, cette période d'anarchie favorise de nombreux règlements de comptes ; le pays est menacé par une guerre civile. C'est au plus fort de ce chaos que l'on assiste à des enlèvements et exécutions de messalistes (des centaines ou plus) et d’Européens (plus d'un millier), surtout dans l'Algérois. Dans l'Oranie, on compte 800 « disparus » selon un chiffre officiel. En principe protégés par les accords d'Évian, les harkis sont aussi victimes d'une véritable épuration. Les « marsiens », ces combattants de la dernière heure, y jouent un rôle considérable.
Le chaos de l'été 1962 accélère l'exode des Européens, paralyse la vie économique et administrative. Les chefs perçoivent la réprobation populaire qui creuse un fossé de sang entre les Algériens et leurs dirigeants. Le colonel Mohand Oulhadj négocie un cessez-le-feu qui conduit à un retrait de la wilaya III, la plus engagée.

### 9 septembre - 25 septembre: Le «Clan d'Oujda» l'emporte, déroulement des élections constituantes
Le 9 septembre, l'« armée des frontières », appelée désormais Armée nationale populaire (ANP), entre à Boufarik puis dans Alger, marquant la victoire de Ben Bella et du « clan d'Oujda ». Le colonel Boumédiène impose l'entrée de ses bataillons dans la capitale le 9 septembre 1962. Désormais, seule la wilaya III (la Kabylie) échappe au contrôle de l'État-major général. Dans l'immédiat, l'intervention militaire de l'état-major général donne les mains libres au « Bureau politique » pour achever son entreprise d'appropriation du pouvoir et d'élimination des contrepoids potentiels.
Battu militairement, le GPRA capitulera sans condition. C'est du « clan d'Oujda » qu'émanera le pouvoir en Algérie. Sa nature est clairement politico-militaire même si, sous l'effet de la pression de la rue, un semblant de consensus politique a été réalisé par l'intégration de quelques opposants, comme Ferhat Abbas. Sur le fond, la victoire de Ben Bella et de l'armée des frontières tranche définitivement la question de la primauté du militaire sur le civil en Algérie.
Ahmed Ben Bella rejoint Houari Boumédiène à Alger, et organise un meeting populaire au stade municipal, où les militaires de Boumédiène défilent.
Le 20 septembre, l'élection de l'assemblée constituante et le référendum sont enfin organisés. La liste unique imposée par Ben Bella est le seul choix proposé aux Algériens. La participation populaire est forte.
Pour autant, les vainqueurs de l'heure se distribuent les postes : Ben Bella sera chef du gouvernement, Ferhat Abbas président de l'assemblée, Mohamed Khider secrétaire général du FLN, le colonel Boumédiène ministre de la Défense. Le nouveau pouvoir impose sa loi. L'UGTA est mise au pas en janvier 1963 ; de même, la Fédération de France du FLN, fidèle au GPRA, subit les foudres de Ben Bella. D'emblée, le régime affiche donc sa nature autoritaire.
Le 25 septembre, l'Exécutif provisoire remet symboliquement le mandat légal sur l'Algérie à l'Assemblée nationale constituante présidée par Ferhat Abbas. Le gouvernement Ben Bella est installé dans ses fonctions.

## Retombées politiques de la crise
Si l'élection de l'assemblée nationale constituante semble avoir calmé les esprits et permis d'arrêter les affrontements, le régime de Ben Bella ne cessera de combattre ses opposants.
Le 27 septembre, Bachir Boumaza, jusque là farouche opposant à Ben Bella, annonce se rallier au nouveau régime ; il deviendra ministre du travail quelques jours plus tard.
La crise de 1962 aura totalement redistribué les cartes du pouvoir en Algérie. Les vainqueurs de ce bras de fer constituent le régime qui règne en Algérie jusqu'à aujourd'hui. Leurs opposants seront quant à eux fortement réprimés, certains emprisonnés, mis en résidence surveillée, ou encore tués. Sur le plan politique s'impose le système du parti unique, de tendance socialiste et influencé par le nassérisme. L'opposition et le multipartisme sont interdits jusqu'en 1988. Sur le plan social, l'unité du peuple réalisée pendant la révolution cédera face aux régionalismes. La reconstruction de l'Algérie mettra plus de temps que prévu.

### Arrestations, assassinats, exils des opposants
La crise se prolonge par la chasse aux opposants au nouveau pouvoir.
Mohamed Boudiaf crée le Parti de la révolution socialiste (PRS) en septembre 1962, qui conteste la légitimité du « Bureau politique » puis de l'assemblée nationale. Le 23 juin 1963, il est arrêté, puis emprisonné dans le sud algérien où il est détenu plusieurs mois avant d'être libéré. Condamné à mort en 1964, il quitte l'Algérie et rejoint la France puis le Maroc.
Hocine Aït Ahmed fait son retour à Alger et accepte de siéger à l'Assemblée nationale constituante, sous l'influence de Mohand Oulhadj et Mohamed Khider (son beau-frère). Il finit par quitter l'assemblée peu de temps après et crée le Front des forces socialistes (FFS), qui réclame le pluralisme politique face au verrouillage de la vie politique imposé par le système du Parti unique. Il choisit alors la voie de l'insurrection en créant les maquis de résistance en Kabylie qui se dressent contre la terreur des troupes militaro-policières. Le bilan de la répression féroce des troupes du colonel Boumédiène s'élève à plus de 400 morts dans les rangs kabyles. Arrêté en octobre 1964, Hocine Aït Ahmed est condamné à mort, puis gracié. Il est ensuite déporté à la prison de Tazoult (ex  Lambèse), puis transféré à la prison d’El Harrach d'où il s'évade pour se réfugier en Suisse.
Mohamed Khider, à la suite de divergences apparues en 1963 avec Ben Bella, est contraint à l'exil. À l'abri, depuis Genève, il annonce officiellement son opposition à la dictature du FLN. S'ensuit l'affaire dite du trésor du FLN où Ben Bella puis le Colonel Boumédiène l'accusent d'avoir détourné les fonds du FLN qu'il gérait. Le 4 janvier 1967, en Espagne, Mohamed Khider est assassiné par les services spéciaux algériens à Madrid.
Ferhat Abbas quitte ses fonctions de président de l'assemblée nationale constituante le 15 août 1963, après qu'un projet de constitution algérienne a été discuté et validé, en dehors de l'Assemblée, par un nouveau « bureau politique » nommé par Ben Bella, et réuni au cinéma Atlas de Bab El Oued. Il déclarera l'avoir fait à la suite de son profond désaccord avec la politique de « soviétisation » de l'Algérie par Ben Bella, dénonçant « son aventurisme et son gauchisme effréné ». Il sera exclu du FLN et emprisonné à Adrar dans le Sahara la même année. Il sera libéré en mai 1965. En 1976, Il rédigera avec Benyoucef Benkhedda, Cheikh Kheireddine et Hocine Lahouel un « Appel au peuple algérien »  réclamant des mesures urgentes de démocratisation et dénonçant « le pouvoir personnel » et la Charte Nationale élaborée par Boumédiène. Il est une nouvelle fois assigné à résidence jusqu’au 13 juin 1978.
Mohamed Chabani rentre dans l'opposition contre le régime de Ben Bella qu'il juge autoritaire. En 1964, il participe à la révolte des wilayas. Ben Bella l'accuse alors de complot contre le FLN et de tentative de sécession du sud algérien et son pétrole. Le colonel Chabani est arrêté le 8 juillet 1964, à Bou-Saâda, conduit à Alger puis transféré à la prison militaire d'Oran. Une cour martiale est spécialement créée par Ben Bella le 28 juillet 1964. Le colonel Chabani est jugé le 2 septembre 1964, condamné à mort et torturé avant d’être exécuté le 3 septembre 1964.
Krim Belkacem, est condamné à mort par contumace après avoir tenté un attentat contre Boumédiène en 1967. Selon sa fille Karima, médecin, dans un entretien accordé à El Moudjahid le 25 mars 1998, Krim renonça définitivement à la politique au mois d'août 1967 : « Le 4 août 1967, raconte-t-elle, il entassa précipitamment toute sa famille avec quelques effets dans la Volkswagen Combi familiale et roula toute la nuit jusqu'au Maroc. Le lendemain, il est condamné par contumace ». Commence alors un exil sans retour. En 1968, il crée avec des amis dont Slimane Amirat. les colonels Amar Ouamrane et Mohand Oulhadj, le Mouvement pour la Défense de la Révolution Algérienne (MDRA), parti clandestin destiné à lutter contre le régime de Boumédiène. Deux ans plus tard, le 18 octobre 1970, on le retrouve étranglé avec sa cravate dans une chambre d'hôtel à Francfort, probablement avec la complicité des services secrets algériens de l'époque qui avaient à leur tête Kasdi Merbah aux ordres de Boumédiène.

### Coup d’État contre Ben Bella
Deux ans plus tard, le 19 juin 1965, le colonel Boumédiène renverse le président de la République Ben Bella. Au terme de ce coup d'État, Boumédiène devient le nouveau président de l'Algérie et le « clan d'Oujda » l'emporte définitivement sur les autres clans civils et sur les forces des maquis de l'intérieur.

## La crise de l’été 1962 dans la littérature
Ces mois dramatiques sont au centre du roman La Blanche et la Rouge d'Ania Francos (R. Julliard, 1964), qui a vécu l'évènement en tant que journaliste et le décrit « à chaud ».

## Filmographie
- Algérie, été 62, l’indépendance aux deux visages de Benjamin Stora, produit par France 5 en 2002. (Vidéo complète)
- Juillet 62 : l'été de la discorde, INA, juillet 1962